# Raphaël Touret
Pour les articles homonymes, voir Touret.
Raphaël Touret, né le 6 février 1916 Tourtenay (Deux-Sèvres) et mort à 49 ans le 17 juin 1965 à Paris, est un homme politique français, député de Paris, durant deux mandats.

## Biographie
Né en 1916 de parents vignerons, Raphaël Touret suit une formation à l'Ecole Hôtelière, avant d'effectuer des stages de cuisine dans plusieurs restaurants, dont le Buffet de la Gare (actuellement "Le Train Bleu" Gare de Lyon à Paris).
En 1936, il est appelé au service militaire pour deux ans au 4ème cuirs, unité d'engins motorisés. Démobilisé fin 1938, il effectue, en tant que cuisinier, plusieurs traversées Le Havre-New York, sur le paquebot "Le Paris".
En 1939 il est remobilisé et affecté au 8e régiment de cuirassiers.(2ème DLM). Il participe à la campagne de Belgique, des Flandres et à celle de France dans cette division.
Démobilisé en 1940, il se rallie à l'appel du général de Gaulle, et entre en 1942 dans le réseau CND (Confrérie Notre Dame) créé par Gilbert Renaud (alias le Colonel Rémy) et déploie une forte activité clandestine.  Le restaurant de Raphaël TOURET devient une plateforme d’échange et de rencontre des membres du réseau, en lien étroit avec sa famille, également résistante. Après avoir échappé le 27 mai 1942 à la Gestapo, il est finalement arrêté le lendemain, le 28 mai dans un commerce de cuisine à emporter qu’il louait rue Rodier. Emprisonné et torturé à Fresnes où il reste au cachot durant un an, il est déporté au camp de concentration de Mauthausen- Guzen en Autriche.
Il est libéré le 19 mai 1945, avec quelques-uns de ses compagnons qui ont survécu.

## Parcours politique
Il milite dès 1947 au RPF dont il devient délégué pour la région parisienne en 1949.
Membre du cabinet d'Edmond Michelet, ministre des Anciens Combattants en 1958, il est élu député lors des élections législatives dans la 11e circonscription de Paris. Il est désigné à la commission des Affaires culturelles, familiales et sociales de l'Assemblée.
Suppléant de Roger Frey lors des élections suivantes, il siège un mois plus tard, Frey conservant ses fonctions de ministre de l'Intérieur qu'il occupe depuis 1961.
Déclaré « GIG » (grand invalide de guerre) à 100%, il meurt le 17 juin 1965, des suites d'une maladie contractée en déportation. Il est inhumé au cimetière de Corbeil- Essonnes.

## Décorations
- Médaille de la résistance/1945
- Croix de guerre avec Etoile d’Argent 1939-1945/1947.

- Sous-lieutenant dans les Forces Françaises Combattantes/1947.

- Croix du combattant volontaire de la Résistance 1939-1945/1959.
- Commandeur de la Légion d'honneur/1962